# Fotbollskväll
Fotbollskväll är ett fotbollsprogram, ofta sänt i SVT på måndagarna då Sverige har fotbollssäsong. Programmet hade premiär den 19 april 1993 och fram till 1996 visades även direktsändningar från matcher i Allsvenskan några gånger per säsong. När TV avtalen för svensk fotboll förhandlades köpte Viasat rättigheterna till magasinsprogrammet vilket ledde till att programmet Avspark i TV3 ersatte fotbollskväll från säsongen 2004.
Fotbollskväll har existerat i olika format i SVT från och till under åren sedan dess men från 2009 bevakas Allsvenskan i Fotbollskväll åter igen.